# 澳門施政報告
施政報告（葡萄牙語：Relatório das Linhas de Acção Governativa），全稱澳門特別行政區政府財政年度施政報告，是由澳門特別行政區行政長官每年11月發表的報告。
在澳葡政府時，澳門總督在每年11月中旬向澳門立法會宣讀施政報告。1999年，澳門政權移交以後，澳門行政長官依照舊例在每年11月中旬立法會復會時宣讀施政報告。

## 特區時期各施政報告
- 何厚鏵（第一屆）
  - 澳門特別行政區政府2000年財政年度施政報告
  - 澳門特別行政區政府2001年財政年度施政報告
  - 澳門特別行政區政府2002年財政年度施政報告
  - 澳門特別行政區政府2003年財政年度施政報告
  - 澳門特別行政區政府2004年財政年度施政報告
- 何厚鏵（第二屆）
  - 澳門特別行政區政府2005年財政年度施政報告
  - 澳門特別行政區政府2006年財政年度施政報告
  - 澳門特別行政區政府2007年財政年度施政報告
  - 澳門特別行政區政府2008年財政年度施政報告
  - 澳門特別行政區政府2009年財政年度施政報告
- 崔世安（第三屆）
  - 澳門特別行政區政府2010年財政年度施政報告
  - 澳門特別行政區政府2011年財政年度施政報告
  - 澳門特別行政區政府2012年財政年度施政報告
  - 澳門特別行政區政府2013年財政年度施政報告
  - 澳門特別行政區政府2014年財政年度施政報告
- 崔世安（第四屆）
  - 澳門特別行政區政府2015年財政年度施政報告
  - 澳門特別行政區政府2016年財政年度施政報告
  - 澳門特別行政區政府2017年財政年度施政報告
  - 澳門特別行政區政府2018年財政年度施政報告
  - 澳門特別行政區政府2019年財政年度施政報告
- 賀一誠（第五屆）
  - 澳門特別行政區政府2020年財政年度施政報告
  - 澳門特別行政區政府2021年財政年度施政報告
  - 澳門特別行政區政府2022年財政年度施政報告
  - 澳門特別行政區政府2023年財政年度施政報告
  - 澳門特別行政區政府2024年財政年度施政報告

- 岑浩輝（第六屆）
  - 澳門特別行政區政府2025年財政年度施政報告

## 資料來源
- 政府施政報告網頁（含澳門特區時期各份施政報告） （页面存档备份，存于）